# Abbeville (Jižní Karolína)
Abbeville je město a správní středisko stejnojmenného okresu v Jižní Karolíně ve Spojených státech amerických. K roku 2020 v něm žilo bezmála pět tisíc obyvatel.

## Poloha
Abbeville leží na jižním okraji Předhůří Appalačského pohoří. V rámci Jižní Karolíny leží na jejích severozápadě a od Columbie, jejího hlavního města, je vzdáleno přibližně 140 kilometrů západně. Bližší velké město je Greenville přibližně sedmdesát kilometrů severně.

## Dějiny
Město založili v roce 1758 hugenotští emigranti z Francie, kteří jej pojmenovali po stejnojmenném francouzském městě.
Někdy je označováno za město, kde začala a skončila americká občanská válka. Právě zde se 22. listopadu 1860 konalo na „kopci odtržení“ (Secession Hill) setkání, které posléze vedlo k tomu, že Jižní Karolína jako první ohlásila vystoupení z federace. V samém závěru války tudy prchal z Richmondu Jefferson Davis, který zde přespával u svého přítele Armisteada Burta a na posledním jednání s několika svými ministry 2. května 1865 oficiálně ohlásil rozpuštění kabinetu Konfederovaných států amerických. Burtův-Starkův dům patří mezi Národní historické památky Spojených států amerických.

### Rodáci
- John C. Calhoun (1782–1850), americký politik, viceprezident Spojených států amerických